# John Fane, XI conte di Westmorland
John Fane, XI conte di Westmorland (Londra, 2 febbraio 1784 – Londra, 16 ottobre 1859), è stato un politico, generale e ambasciatore inglese.

## Biografia
Era il primogenito di John Fane, X conte di Westmorland, e della sua prima moglie, Sarah Child, figlia ed erede del ricco banchiere Sir Robert Child, proprietario di Osterley Park. Successe al padre nella contea nel 1841.

## Carriera militare
Nel 1803 era tenente del 7º reggimento di fanteria. Nel 1806 si trasferì nel 23º reggimento di fanteria con il grado di capitano. In seguito si trasferì nel 2° West India Regiment. Fu promosso tenente colonnello nell'esercito nel 1809 e poi trasferito al 91º reggimento di fanteria. Nel 1814 fu promosso a colonnello nell'esercito.
È stato un aiutante di campo del duca di Wellington (lo zio di sua moglie) e combatté a Talavera e Buçaco durante la guerra d'indipendenza spagnola.
È stato promosso a maggiore generale (1838) e a generale (1854) ed è stato nominato colonnello del 56º reggimento di fanteria nel 1842.

## Carriera politica e diplomatica
È stato deputato per Lyme Regis (1806-1816). Ha servito come diplomatico in Toscana (1814-1830), come diplomatico in Prussia (1841-1851) e come ambasciatore dell'Impero austriaco (1851-1855). È stato membro del consiglio privato. Il 20 maggio 1815 firmò il Trattato di Casalanza.

## Musicista
Lord Westmorland era anche un compositore e uno dei fondatori della Royal Academy of Music.
Era un grande appassionato di musica che ha dedicato la maggior parte del suo tempo libero allo studio della musica, era un buon violinista e compositore prolifico.

## Matrimonio
Sposò, il 26 giugno 1811, Lady Priscilla Wellesley-Pole, figlia di William Wellesley-Pole, III conte di Mornington e Katherine Elizabeth Forbes. Ebbero sei figli:
- John Arthur Fane (12 febbraio 1816-29 agosto 1816);
- George Fane, Lord Burghersh (18 giugno 1819-29 aprile 1848);
- Ernest Fane, Lord Burghersh (7 gennaio 1824-22 giugno 1851), sposò Augusta Locke, non ebbero figli;
- Francis Fane, XII conte di Westmorland (19 novembre 1825-3 agosto 1891);
- Lady Rose Sophia Mary Fane (?-14 febbraio 1921), sposò Henry Weigall, non ebbero figli;
- Lord Julian Henry Charles Fane (10 ottobre 1827), sposò lady Adine Cowper, ebbero due figli;

## Morte
Morì il 16 ottobre 1859, a 75 anni.

## Ascendenza
|                                    |              |                   | Genitori                                     |  |  | Nonni |  |  | Bisnonni                               |  |  | Trisnonni  |  |
|                                    |              |                   |                                              |  |  |       |  |  | Thomas Fane, VIII conte di Westmorland |  |  | Henry Fane |  |
|                                    |              |                   |                                              |  |  |       |  |  | Thomas Fane, VIII conte di Westmorland |  |  | Henry Fane |  |
|                                    |              | Anne Scrope       |                                              |  |  |       |  |  | Thomas Fane, VIII conte di Westmorland |  |  |            |  |
| John Fane, IX conte di Westmorland |              |                   |                                              |  |  |       |  |  | Thomas Fane, VIII conte di Westmorland |  |  |            |  |
|                                    |              | Elizabeth Swymmer | William Swymmer                              |  |  |       |  |  |                                        |  |  |            |  |
|                                    |              | Elizabeth Swymmer | William Swymmer                              |  |  |       |  |  |                                        |  |  |            |  |
|                                    |              | Elizabeth Swymmer | Mary Anne Lane                               |  |  |       |  |  |                                        |  |  |            |  |
| John Fane, X conte di Westmorland  |              | Elizabeth Swymmer |                                              |  |  |       |  |  |                                        |  |  |            |  |
|                                    |              | Montague Bertie   | Robert Bertie, I duca di Ancaster e Kesteven |  |  |       |  |  |                                        |  |  |            |  |
|                                    |              | Montague Bertie   | Robert Bertie, I duca di Ancaster e Kesteven |  |  |       |  |  |                                        |  |  |            |  |
|                                    |              | Montague Bertie   | Albinia Farrington                           |  |  |       |  |  |                                        |  |  |            |  |
| Augusta Bertie                     |              | Montague Bertie   |                                              |  |  |       |  |  |                                        |  |  |            |  |
|                                    |              | Elizabeth Piers   | William Piers                                |  |  |       |  |  |                                        |  |  |            |  |
|                                    |              | Elizabeth Piers   | William Piers                                |  |  |       |  |  |                                        |  |  |            |  |
|                                    |              | Elizabeth Piers   | Elizabeth Ekins                              |  |  |       |  |  |                                        |  |  |            |  |
| John Fane, XI conte di Westmorland |              | Elizabeth Piers   |                                              |  |  |       |  |  |                                        |  |  |            |  |
|                                    | Samuel Child | Francis Child     |                                              |  |  |       |  |  |                                        |  |  |            |  |
|                                    | Samuel Child | Francis Child     |                                              |  |  |       |  |  |                                        |  |  |            |  |
|                                    | Samuel Child | Elizabeth Wheeler |                                              |  |  |       |  |  |                                        |  |  |            |  |
| Robert Child                       | Samuel Child |                   |                                              |  |  |       |  |  |                                        |  |  |            |  |
|                                    |              | Agatha Edgar      | Mileson Edgar                                |  |  |       |  |  |                                        |  |  |            |  |
|                                    |              | Agatha Edgar      | Mileson Edgar                                |  |  |       |  |  |                                        |  |  |            |  |
|                                    |              | Agatha Edgar      | …                                            |  |  |       |  |  |                                        |  |  |            |  |
| Sarah Child                        |              | Agatha Edgar      |                                              |  |  |       |  |  |                                        |  |  |            |  |
|                                    |              | Gilbert Jodrell   | …                                            |  |  |       |  |  |                                        |  |  |            |  |
|                                    |              | Gilbert Jodrell   | …                                            |  |  |       |  |  |                                        |  |  |            |  |
|                                    |              | Gilbert Jodrell   | …                                            |  |  |       |  |  |                                        |  |  |            |  |
| Sarah Jodrell                      |              | Gilbert Jodrell   |                                              |  |  |       |  |  |                                        |  |  |            |  |
|                                    |              | Mary Craddock     | William Craddock                             |  |  |       |  |  |                                        |  |  |            |  |
|                                    |              | Mary Craddock     | William Craddock                             |  |  |       |  |  |                                        |  |  |            |  |
|                                    |              | Mary Craddock     | …                                            |  |  |       |  |  |                                        |  |  |            |  |
|                                    |              | Mary Craddock     |                                              |  |  |       |  |  |                                        |  |  |            |  |